# 易逝性
易逝性（英語：Perishability）在服务营销中是一個關鍵概念，指服務在未來無法保留容量而逝去銷售機會的方式。而服務的其他關鍵特徵包括無形性、易變性和不可分割性。